# Campeonato Brasiliense de Futebol de 2018 - Segunda Divisão
O Campeonato Brasiliense de Futebol de 2018 - Segunda Divisão foi a 22ª edição da segunda divisão do futebol do Distrito Federal brasileiro. A competição, organizada pela Federação de Futebol do Distrito Federal, era disputada entre 11 de agosto e 29 de setembro por onze equipes do Distrito Federal e Goiás. O campeonato atribui duas vagas para a primeira divisão de 2019.

## Regulamento
O campeonato foi disputado em três etapas: fase classificatória, semifinais e final. Na primeira fase, as onze equipes foram divididas em dois grupos e jogaram entre si, dentro de cada grupo em um único turno, totalizando cinco rodadas. As duas equipes de cada grupo com o maior número de pontos conquistados na primeira fase avançaram para as semifinais. A partir daí, os times se enfrentaram em sistema de mata-mata até a determinação do campeão da segunda divisão do brasiliense de 2018.
O campeão e o vice conquistaram vagas na primeira divisão de 2019.

### Critérios de desempate
Ocorrendo empate em número de pontos ganhos entre duas ou mais equipes na fase classificatória, seriam aplicados, sucessivamente, os seguintes critérios de desempate:
1. Maior número de vitórias.
2. Maior saldo de gols.
3. Maior número de gols pró.
4. Confronto direto.
5. Menor número de cartões amarelos.
6. Menor número de cartões vermelhos.
7. Sorteio.

## Equipes participantes
| Equipe                                       | Localidade     | Em 2017 | Estádio (mando em 2018) | Capacidade | Títulos            |
| -------------------------------------------- | -------------- | ------- | ----------------------- | ---------- | ------------------ |
| Brasília Futebol Clube                       | Brasília       | 11º (A) | Serejão                 | 27 000     | 2 (último em 2008) |
| Sociedade Esportiva Brazlândia               | Brazlândia     | 5º      | Chapadinha              | 3 000      | 2 (último em 2011) |
| Associação Botafogo Futebol Clube            | Novo Gama (GO) | 4º      | Bezerrão                | 20 000     | 1 (em 2006)        |
| Capital Clube de Futebol Ltda [CAP]          | Guará          | 8º      | CAVE                    | 7 000      | 1 (em 2005)        |
| Sociedade Esportiva Ceilandense              | Ceilândia      | 9º      | Abadião                 | 4 000      | 1 (em 2009)        |
| CFZ de Brasília Sociedade Esportiva          | Brasília       | 3º      | Abadião                 | 4 000      | 1 (em 2010)        |
| Cruzeiro Futebol Clube                       | Cruzeiro       | 6º      | Ninho do Carcará        | 1 000      | 0                  |
| Legião Futebol Clube                         | Brasília       | 7º      | Mané Garrincha          | 40 000     | 0                  |
| Planaltina Esporte Clube                     | Planaltina     | 10º     | Adonir Guimarães        | 6 000      | 0                  |
| Sociedade Esportiva Planaltina - Samambaense | Samambaia      | -       | Rorizão                 | 6 000      | 0                  |
| Taguatinga Esporte Clube [TEC]               | Taguatinga     | 12º (A) | Serejão                 | 27 000     | 1 (em 2015)        |

- CAP: ^  O Capital disputou a competição com uma parceria com a equipe do Desportivo UnB. [2]

- TEC: ^  O Atletico Taguatinga se fundiu com o antigo Taguatinga EC adotando as cores do TEC para a disputa do campeonato.[3][4][5]